# Cycloplégie
La cycloplégie est une paralysie médicamenteuse de l'accommodation.
Quatre types de molécules sont utilisés
ANSM, « Rappel sur l’utilisation des collyres mydriatiques en pédiatrie - Point d'information », sur Agence nationale de sécurité du médicament et des produits de santé, 23 mars 2017 (consulté le 24 mars 2017) (suivant des protocoles précis). Nous les présentons par ordre d'efficacité décroissante :
- l'atropine, dont le dosage varie avec le poids et l'âge de l'enfant et dont l'action est lente ;
- le cyclopentolate dont l'action est rapide ;
- le tropicamide ;
- l'homatropine.

La cycloplégie est indispensable pour évaluer avec précision la réfraction chez les sujets de moins de 50 ans.